# Uncle Buck
Uncle Buck (bra: Quem Vê Cara Não Vê Coração; prt: O Meu Tio Solteiro) é um filme estadunidense de 1989, do gênero comédia dramática, dirigida e escrita por John Hughes.

## Sinopse
Solteirão desempregado é chamado para tomar conta dos sobrinhos que acabaram de se mudar para Chicago.

## Elenco
- John Candy... Buck Russell
- Jean Louisa Kelly... Tia Russell
- Macaulay Culkin... Miles Russell
- Gaby Hoffmann... Maizy Russell
- Amy Madigan... Chanice Kobolowski
- Jay Underwood... Bug
- Laurie Metcalf... Marcie Dahlgren-Frost
- Suzanne Shepherd... diretora Anita Hoargarth
- Mike Starr... palhaço Pooter the Clown
- Garrett M. Brown... Bob Russell
- Elaine Bromka... Cindy Russell